# Savio (fiume)
Il Savio (dal latino Sapis) è un fiume dell'Emilia-Romagna, tributario del Mare Adriatico e il suo corso è di 96 km.

## Descrizione
Nasce sul monte Fumaiolo (1.407 m s.l.m.) col nome di “Fosso Grosso” dalle pendici
di monte Castelvecchio, nei pressi di Montecoronaro, a quota 1.126 metri, formando poi qualche km più a valle il bacino artificiale di Quarto, dove riceve da destra il torrente Para.
Da qui bagna poi svariati centri, tra i quali Sarsina, Montecastello, Mercato Saraceno, Bivio Montegelli e Borello. Da quest'ultima località (che è frazione di Cesena) il fiume riceve da sinistra il torrente Borello, suo principale tributario, dopodiché entra in pianura, raggiungendo in breve la città di Cesena. Attraversato il centro urbano (al termine del quale riceve da destra il torrente Cesuola), il fiume scorre poi più lento con andamento meandriforme e pesantemente arginato, entrando in provincia di Ravenna, dove tocca, separandoli, gli abitati di Castiglione di Cervia e Castiglione di Ravenna.
Presso la località di Savio (frazione sia di Cervia che di Ravenna), il fiume compie un'ampia serie di meandri sino a giungere tra le località di Lido di Classe e Lido di Savio, dove sfocia nel Mar Adriatico.
Dalla fine del XX secolo la sua piccola sorgente è indicata da un monumento in ferro, su cui spiccano l'immagine del lupo, simbolo di Montecoronaro, e gli anelli della caveja, simbolo della Romagna.

## Regime idrologico
Il Savio ha un regime spiccatamente torrentizio con piene turbinose in autunno, che possono anche sfiorare i 1.000 m³/s, e magre quasi totali in estate. La sua portata media presso la foce è modesta (circa 6 m³/s.).
Durante l'alluvione dell'Emilia-Romagna del maggio 2023, il Savio è ripetutamente esondato, dapprima a Cesena poi a Savio, dove ha rotto l'argine destro inondando l'abitato limitrofo sotto il comune di Cervia.